# Stephen Nedoroscik
Stephen Nedoroscik (ur. 28 października 1998 w Worcesterze) – amerykański gimnastyk, brązowy medalista olimpijski z Paryża 2024, mistrz świata.
Startuje jedynie w ćwiczeniach na koniu z łękami, nie biorąc udziału w ćwiczeniach na innych przyrządach.

## Udział w zawodach międzynarodowych
| Impreza              | Rok  | Miejsce    | Wyniki       | Wyniki             |
| Impreza              | Rok  | Miejsce    | Koń z łękami | Wielobój drużynowy |
| -------------------- | ---- | ---------- | ------------ | ------------------ |
| Igrzyska olimpijskie | 2024 | Paryż      | brąz         | brąz               |
| Mistrzostwa świata   | 2021 | Kitakiusiu | złoto        | —                  |
| Mistrzostwa świata   | 2022 | Liverpool  | 5            | 5                  |

## Życie prywatne
Mieszka w Sarasocie. Studiował elektrotechnikę na Uniwersytecie Stanu Pensylwania.
Jego pradziadkowie od strony ojca wyemigrowali do Stanów Zjednoczonych ze Słowacji.